# Ibrohim Ibrohimov
Ibrohim Ibrohimov (Tashkent, 12 gennaio 2001) è un calciatore uzbeko, di ruolo centrocampista.